# Mesoleius nigromica
Mesoleius nigromica là một loài tò vò trong họ Ichneumonidae.